# Емма Коберн
Емма Коберн (англ. Emma Coburn) (нар. 19 жовтня 1990) — американська легкоатлетка, що спеціалізується на бігу з перешкодами, бронзова призерка Олімпійських ігор 2016, чемпіонка світу-2017 у стипль-чезі.

## Виступи на основних міжнародних змаганнях
| Рік  | Змагання              | Місто          | Місце | Примітки |
| ---- | --------------------- | -------------- | ----- | -------- |
| 2011 | Чемпіонат світу       | Тегу           | 8     |          |
| 2012 | Олімпійські ігри      | Лондон         | 8     |          |
| 2014 | Континентальний кубок | Марракеш       | 1     |          |
| 2015 | Чемпіонат світу       | Пекін          | 5     |          |
| 2016 | Олімпійські ігри      | Ріо-де-Жанейро | 3     |          |
| 2017 | Чемпіонат світу       | Лондон         | 1     |          |
| 2019 | Чемпіонат світу       | Доха           | 2     | [ 2 ]    |